# 똔득탕
똔득탕(베트남어: Tôn Đức Thắng/ 孫德勝, 손덕승, 1888년~1980년)은 베트남의 노동운동가, 독립운동가이며, 베트남 북부의 국가 부주석(1960 - 1969)이자 제2대 국가 주석이며, 통일 후 베트남 사회주의 공화국.

## 생애
1888년 8월 20일 안장 성 앙호아에서 부농의 아들로 태어났다. 집안이 유복했던 그는 어릴 때부터 베트남 왕조의 관학이었던 유가 사상을 지역 유림들로부터 교육받을 수 있었다. 이 과정에서 그는 서구 제국주의의 야만성을 알 수 있었으며, 그가 반식민주의자가 될 수 있는 원인이 되었다.
1906년 프랑스가 베트남에 최초로 설립한 직업학교인 아시아 역학기술학교(L’école des Mécaniciens Asiatiques)를 우수한 성적으로 졸업하였고, 1912년 베트남 내 공장에 취직하여 파업을 주도하다가 해고되었다. 1913년에 프랑스로 건너가 선박 수리공으로 취직하였다. 1914년 제1차 세계 대전이 발발하자, 그곳에서 징집되어 프랑스 해군의 선박 수리병 근무으로 제1차 세계대전에 참전했다. 러시아 혁명이 일어나는 것을 본 그는 베트남 민중이 단결하여 프랑스 식민지 상태에서 벗어날 수 있다는 희망을 갖게 되었다. 1919년, 그는 프랑스 해군이 흑해를 통해 러시아 내전에 개입했을 때, 흑해 주둔 프랑스 함선 내에서 노조를 조직하고 파업을 실시하였다.
1925년 11월 8일에 중국으로 가는 프랑스 선박에 대한 정비 파업을 주도하였다. 1927년에는 베트남으로 돌아왔고, 사이공에서 베트남 혁명청년연합(신월혁명당)에 입당한 다음, 신월혁명당 남부 집행위원회의 책임자가 되었다. 사이공에서 그는 노동운동에 지속적으로 관여하였다. 1928년에는 신월혁명당 내 변절자 암살에 관여한 혐의로 프랑스령 코친차이나 정부 경찰에 검거되었으며, 식민지 법정에서 강제노동 30년형을 선고받고, 베트남 독립동맹회에 의해 해방이 되는 1945년 8월까지 감옥살이를 하였다.
1946년 하노이 정부의 중앙위원회 위원이되었고, 1949년 북베트남 국회 상설회의 의장을 지냈으며, 1960년에는 베트남의 국가 부주석을 맡아 일을 수행했다.

## 같이 보기
- 중소 국경 분쟁
- 베트남의 역사
- 베트남 전쟁